# Cherry (vận động viên)
Cherry (sinh ngày 24 tháng 9 năm 1973) là một vận động viên chạy vượt rào người Myanmar. Cô đã thi đấu trong cuộc thi chạy vượt rào 400 mét nữ tại Thế vận hội Mùa hè 2000.